# Oregon (Illinois)
Oregon és una població dels Estats Units a l'estat d'Illinois. Segons el cens del 2000 tenia 4.060 habitants.

## Demografia
Segons el cens del 2000, Oregon tenia 4.060 habitants. La densitat de població era de 772,2 habitants/km².
Per edats la població es repartia de la següent manera: un 23,8% tenia menys de 18 anys, un 7,9% entre 18 i 24, un 28,7% entre 25 i 44, un 22% de 45 a 60 i un 17,6% 65 anys o més.
L'edat mediana era de 38 anys. Per cada 100 dones de 18 o més anys hi havia 93 homes.
La renda mediana per habitatge era de 34.842 $ i la renda mediana per família de 41.250 $. Els homes tenien una renda mediana de 35.247 $ mentre que les dones 20.652 $. La renda per capita de la població era de 19.019 $. Aproximadament el 10,8% de les famílies i el 15,9% de la població estaven per davall del llindar de pobresa.

## Poblacions properes
El següent diagrama mostra les poblacions més properes.